# El Llorà
El Llorà és una masia de Rupit i Pruit (Osona) inclosa a l'Inventari del Patrimoni Arquitectònic de Catalunya.

## Descripció
Masia de planta rectangular amb el carener paral·lel a la façana, orientada a ponent. Consta de planta baixa i dos pisos. A la part sud-est s'hi adossa un cos que correspon a l'antiga cambreria. La façana presenta dos portals rectangulars amb ampits. A la part de migdia hi ha un balconet a nivell del primer pis. A tramuntana hi ha una finestra conopial a nivell del primer pis i a la part esquerra s'hi adossa un cos al qual s'accedeix mitjançant una escala que mena al primer pis amb l'entrada protegida per un teulat sostingut pel mur de la casa i un pilar. Les finestres més antigues i els carreus de les cantoneres són de pedra grisa amb vetes, les altres són de pedra groguenca menys deteriorada. Els murs estan arrebossats.
La capella del mas és de nau única, rectangular i coberta a tres vessants amb el carener paral·lel a la façana la qual és orientada a tramuntana. El portal és de pedra rectangular i amb motllures, al damunt hi ha una petita fornícula, sense imatge i amb una voluta a cada costat. La part superior forma un frontó triangular bordejat amb pedra i al cim del carener s'hi eleva un petit campanar d'espadanya que conserva la campana. Tota la façana és decorada amb esgrafiats que presenten formes vegetals i celestes. A llevant hi ha dues obertures amb vitralls. Està adossada al mur de llevant de la torre del Llorà.
Els murs on arrebossats, estucats i esgrafiats la pedra és picada i de color blavós.
Hi ha una pica dintre de la capella al mur de migdia. És un tros de pedra sense polir a la part baixa i a la part superior hi ha la pica la qual és semiesfèrica i amb incisions a l'exterior. A la part de davant hi ha una cara esculpida en la qual es representa el rostre d'un home vell amb una barba rinxolada i els cabells tirats enrere; la boca es petita i el nas està mutilat, els ulls estan inscrits sota les celles i la part de baix de l'ull és marcada.
És de marbre i esculpida en alt relleu.
A prop del mas es troba una de les antigues masoveries del mas Llorà. És tracta de Casilliques, una masia de planta quadrada coberta a dues vessants i amb el carener paral·lel a la façana, situada a ponent. Consta de planta baixa i dos pisos. La façana presenta un portal rectangular a la planta i al damunt un balcó d'arc rebaixat, amb dues finestres simètriques als costats i amb petits ampits motllurats. La façana de llevant és distribuïda d'una manera semblant, amb un portal rectangular, tres finestres al primer pis i un balcó a les golfes. És construïda amb pedra i arrebossada al damunt, només són de pedra vista els ampits.

## Història
Masia situada a ponent del llom de la Solana, és el centre d'una gran propietat a la qual pertanyen Casilliques, Mas Joan i la Torre del Llorà.
Al fogatge de la parròquia i terme de Sant Andreu de Pruyt es troba registrat un tal Joan Lora.
El mas es devia reformar al segle xvii segons indica una llinda de llevant: 16 IHS 47.
La capella fou construïda al costat de la casa senyorial del Llorà. Tant la torre com la capella, dedicada a Sant Cristòfol, foren erigides per uns industrials tèxtils establerts vora la conca del riu Ter. La propietària era la Tecla Sala i la feu construir segons indica la mateixa edificació l'any 1950 (ANNO SANCTO MCML)
És d'un estil totalment eclèctic amb elements d'estètica barroca i clàssica. L'estil de la pica fan suposar que és anterior al a construcció de la capella, de manera que segurament fou traslladada des d'un altre indret i situada a la capella.
La torre i la capella han estat adquirides pel membre del grup de teatre Joglars: Albert Boadella.